# جولي تان
جولي تان هي ممثلة ماليزية، ولدت في 22 سبتمبر 1992.

## وصلات خارجية
- جولي تان على موقع IMDb (الإنجليزية)
- جولي تان على موقع قاعدة بيانات الفيلم (الإنجليزية)